# Уравнение Мещерского
Уравне́ние Меще́рского — основное уравнение в механике тел переменной массы, полученное И. В. Мещерским в 1897 году для материальной точки переменной массы (состава).
Уравнение обычно записывается в следующем виде:
где:
- {\displaystyle M(t)} — масса материальной точки, изменяющаяся за счет обмена частицами с окружающей средой, в произвольный момент времени t;
- {\displaystyle \mathbf {v} } — скорость движения материальной точки переменной массы;
- {\displaystyle \mathbf {F} } — результирующая внешних сил, действующих на материальную точку переменной массы со стороны её внешнего окружения (в том числе, если такое имеет место, и со стороны среды, с которой она обменивается частицами, например электромагнитные силы — в случае массообмена с магнитной средой, сопротивление среды движению и т. п.);
- {\displaystyle \mathbf {u} _{1}(t)=\mathbf {v} _{1}-\mathbf {v} } — относительная скорость присоединяющихся частиц;
- {\displaystyle \mathbf {u} _{2}(t)=\mathbf {v} _{2}-\mathbf {v} } — относительная скорость отделяющихся частиц;
- {\displaystyle {\frac {dm_{1}}{dt}}>0} и {\displaystyle {\frac {dm_{2}}{dt}}>0} — скорость увеличения суммарной массы присоединившихся частиц и скорость увеличения суммарной массы отделившихся частиц соответственно.

Формула Циолковского может быть получена как результат решения этого уравнения.

Величина:
называется «реактивной силой».
Обычно уравнение Мещерского получают, основываясь на уравнении для скорости изменения импульса системы материальных точек, имеющем вид:
{\displaystyle {\frac {d{\vec {P}}}{dt}}={\vec {F}},}
где {\displaystyle {\vec {P}}} — импульс системы, равный сумме импульсов всех материальных точек, составляющих систему, а {\displaystyle {\vec {F}}} — равнодействующая всех внешних сил, действующих на тела системы. Ниже приведён вывод уравнения, использующий именно такой подход.
Рассмотрим тело переменной массы {\displaystyle M=M(t)}. Пусть за промежуток времени {\displaystyle dt} к телу присоединяется малая масса {\displaystyle dm_{1}}, имевшая до присоединения скорость {\displaystyle {\vec {v}}_{1}}, и отделяется малая масса {\displaystyle dm_{2}}, скорость которой после отделения становится равной  {\displaystyle {\vec {v}}_{2}}. В качестве интересующей нас системы будем рассматривать все три упомянутые тела.
В соответствии с законом сохранения импульса импульс системы в начале и конце рассматриваемого процесса одинаков:
где {\displaystyle d(M{\vec {v}})} — изменение импульса основного тела, обусловленное как изменением его скорости, так и изменением его массы.
Учитывая, что {\displaystyle d(M{\vec {v}})=dM{\vec {v}}+Md{\vec {v}}}, из (1) получаем:
Изменение массы основного тела {\displaystyle dM} связано с {\displaystyle dm_{1}} и {\displaystyle dm_{2}} соотношением {\displaystyle dM=dm_{1}-dm_{2}}, поэтому из (2) следует:
После перехода от дифференциалов к производным и перегруппировки слагаемых (3) приобретает вид:
Введя относительные скорости частиц {\displaystyle {\vec {u}}_{1}} и {\displaystyle {\vec {u}}_{2}}, равные соответственно {\displaystyle ({\vec {v}}_{1}-{\vec {v}})} и {\displaystyle ({\vec {v}}_{2}-{\vec {v}})}, и добавив равнодействующую внешних сил {\displaystyle {\vec {F}}}, получим уравнение Мещерского в окончательном виде.

## Релятивистское уравнение Мещерского
Первыми работами, посвященными исследованию движения ракет с учетом релятивистских эффектов, были работы Аккерета и Зенгера.
При выводе уравнения Мещерского, пригодного для случая скоростей, сравнимых со скоростью света, используется выражение для релятивистского импульса {\displaystyle {\vec {p}}={\frac {m{\vec {v}}}{\sqrt {1-v^{2}/c^{2}}}}}. В результате уравнение приобретает вид:
В этом уравнении в общем случае не вводятся относительные скорости {\displaystyle ({\vec {v}}_{1}-{\vec {v}})} и {\displaystyle ({\vec {v}}_{2}-{\vec {v}})}, так как в релятивистском случае сложение скоростей производится иначе.
Для случая только частиц, отделяющихся со скоростью коллинеарной скорости ракеты, это уравнение сводится к следующему виду:
где {\displaystyle u={\frac {v_{2}-v}{1-v_{2}\cdot v/c^{2}}}} — скорость частиц относительно ракеты.

## История открытия
Уравнение движения материальной точки переменной массы для случая присоединения (или отделения) частиц было получено и основательно исследовано в магистерской диссертации И. В. Мещерского, защищенной в Петербургском Университете 10 декабря 1897 года. 
Первое сообщение об уравнении движения материальной точки переменной массы в общем случае одновременного присоединения и отделения частиц было сделано И. В. Мещерским 24 августа 1898 года на заседании секции математики и астрономии X съезда русских естествоиспытателей и врачей в Киеве, широкую известность оно получило позднее, после работы «Уравнения движения точки переменной массы в общем случае», напечатанной в «Известиях Петербургского политехнического института» в 1904 году.
По исследованиям Г. К. Михайлова, изложенным в его докторской диссертации и работе «Георг Бюкуа и начала динамики систем с переменными массами», аналогичное уравнение было установлено чешским учёным-любителем Георгом Бюкуа (1781—1851) ещё в работах 1812—1814 гг.